# تاريخ اليهود في موسكو

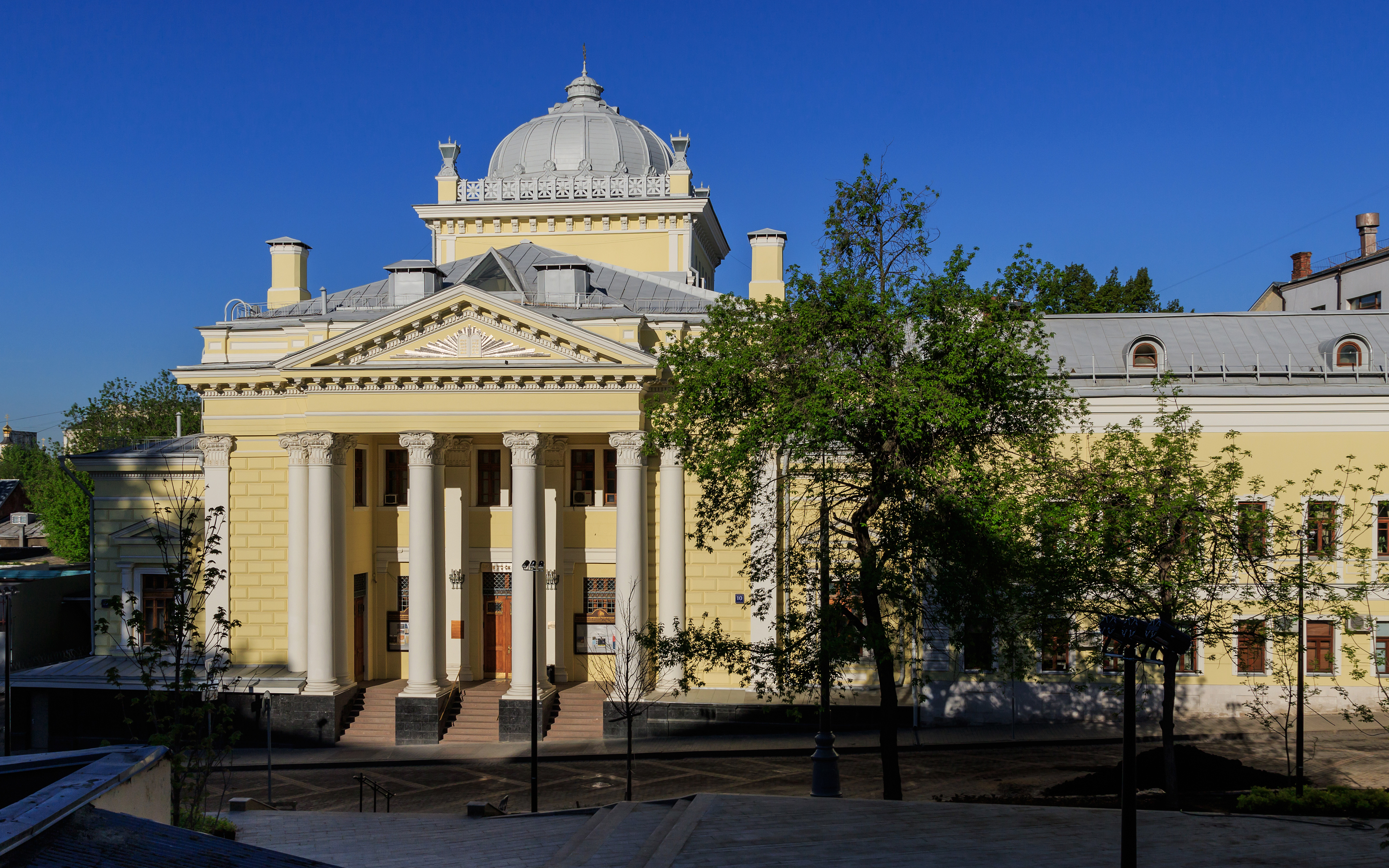
كنيس كورالي في موسكو

يرجع تاريخ وجود اليهود في مدينة موسكو إلى القرن السابع عشر، ولكن لم يكن لهم وجود كبير في المدينة حتى أواخر القرن التاسع عشر، عندما تم السماح لمزيد من اليهود بالاستقرار هناك. قبل ذلك، دخل اليهود إلى موسكو إما كأسرى في الحروب الروسية-البولندية، أو كتجار سُمح لهم بالإقامة لفترة قصيرة لا تزيد عن شهر واحد بعد سنة 1790. مع نهاية القرن التاسع عشر، شهدت الجالية اليهودية نموًا ملحوظًا، وتزايد تعدادهم في موسكو. ولكن في سنة 1891، وقعت حملة طرد واضطهاد كبيرة أدت إلى انخفاض عدد اليهود بشكل دراماتيكي في المدينة.
مع نهاية الحرب العالمية الأولى، عاد عدد كبير من اليهود إلى موسكو، وتحولت المدينة إلى مركز ثقافي للهوية اليهودية والصهيونية، وذلك حتى نهاية الثورة البلشفية. بعد الثورة، تحولت الجالية اليهودية إلى مركز للهوية السوفييتية اليهودية، في ظل النظام السوفييتي. خلال الحكم السوفييتي، شهدت الجالية اليهودية تحولات كبيرة. ففي الوقت الذي أصبحت فيه موسكو مركزًا يهوديًا هامًا، فإن الهوية اليهودية أصبحت أمرًا محظورًا في أنظار الشيوعيين.
بالرغم من ذلك، استطاع اليهود البقاء والمواصلة في تشكيل جاليتهم في موسكو. مع انهيار الاتحاد السوفييتي، هاجر أعداد كبيرة من اليهود الروس إلى دول أخرى، خصوصًا إسرائيل والولايات المتحدة. ولكن، بالرغم من هذه الهجرة، لم تخلُ موسكو من اليهود، ولا زالت فيها جالية يهودية معتبرة إلى اليوم.

## الإمبراطورية الروسية

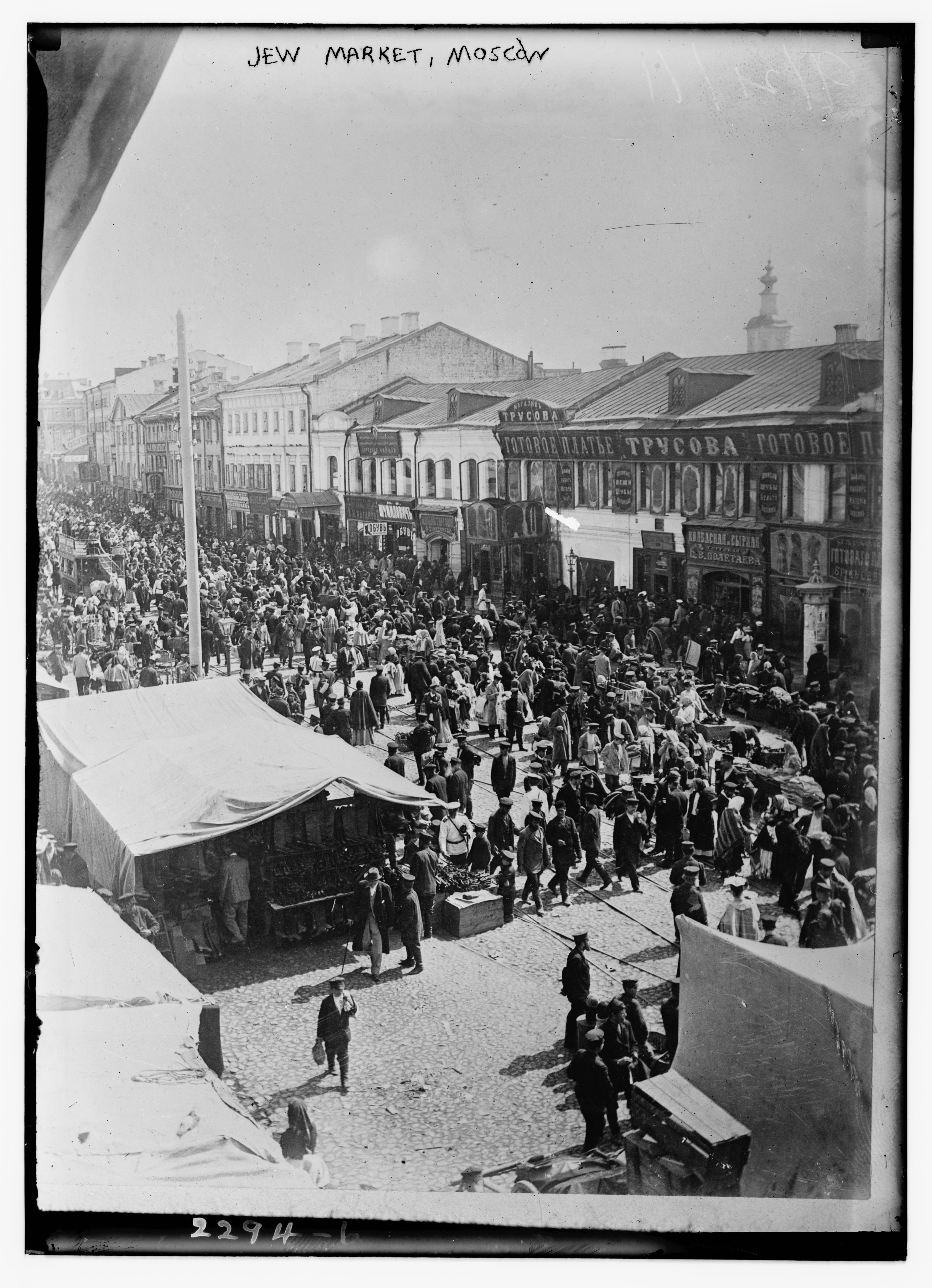
السوق اليهودي في موسكو، 1911

منذ مبتدأ القرن السادس عشر وحتى وسط القرن السابع عشر، ضُرِبَ على اليهود في موسكو طوقُ الإقصاءِ وأُزِيلوا من حاضرتها قسرًا، تحت وطأة العداء الديني الذي صبغ علاقات الدولة بهم. غير أنَّ العهد تغيَّر حين اعتلت كاترين الثانية عرش روسيا، إذ جرى انضمام روسيا البيضاء إلى التاج الروسي إثر انفصالها عن بولندا سنة 1772، مما جعل تجمعات اليهود الكبرى فيها خاضعة للحكم الروسي، ليغدوا بذلك أول الرعايا اليهود الذين يُحسبون على الدولة الروسية.
وما لبث تجار روسيا البيضاء، وبالأخص رجال السوق من مدينة شكلوف، أن استأنفوا نفاذهم إلى موسكو، بيد أنهم لم يمكثوا إلا بمقدار ما تقتضيه تجارتهم. وحينما امتدَّت القبضة الروسية فاستحوذت على مزيد من الأراضي البولندية، تدفقت إلى موسكو أفواج أخرى من اليهود، لكنَّ مقامهم لم يكن بغير ضابط، إذ أُلزموا جميعًا بالإقامة في موضع واحد، ذاك هو "نُزل جليبوفسكوي بودفوري"، المعروف كذلك باسم "النُزل اليهودي". ولمَّا كان هذا النُزل حكرًا عليهم، اشتدت وطأة الإيجارات، وغدت تكاليف المكوث في رحابه باهظة، أثقلت كواهل من اضطروا إليه.
مع مطلع العقد الثاني من القرن التاسع عشر، أخذت موسكو تشهد تزايدًا متسارعًا في أعداد اليهود. وإذ اعتلى نيكولاس الأول العرش، وتحديدًا منذ عام 1827، فُرضت على اليهود خدمة عسكرية شاقة امتدت خمسًا وعشرين سنة، فكان أن أُلقيَ بالكثير من هؤلاء المجنَّدين في ثكنات موسكو، فغدت المدينة تقتات على أنفاسهم المرهقة.
كان أولئك الجنود، المعروفون بالكانتونيين، قد التُقطوا صغارًا، وانتزعوا من أحضان ذويهم، ليُلقوا في غياهب الجندية القاسية حتى إذا ما انقضت أعمارهم في ساحات التدريب وغبار المعارك، عادوا إلى الحياة المدنية رجالًا أنهكتهم السنين، فمنهم من اتخذ لنفسه زوجةً يهوديةً قادمةً من مناطق الاستيطان، تلك البقاع التي أُكرهت غالبية اليهود على لزومها. وبحلول عام 1858، لم يكن مجموع اليهود في موسكو سوى 340 رجلًا و104 نساء، حضور ضئيل لكنه يوشك أن يستحيل جذرًا ضاربًا في الأرض.
وجاء عهد القيصر ألكسندر الثاني يحمل بارقة تغيير، إذ فُتحت أمام فئات بعينها من اليهود أبوابُ الإقامة في موسكو، لكن بشروط لا ينالها إلا قلة منهم؛ فمن حاز درجةً جامعيةً، أو أدى الخدمة العسكرية، أو كان صيدلانيًا، طبيبَ أسنان، قابلةً، أو تاجرًا منتسبًا إلى النقابات التجارية، مُنح حق العيش في المدينة. بيد أن أعداد اليهود في موسكو لم تتزايد بفعل هؤلاء فحسب، بل وفدت أفواجٌ أخرى ممن لم يستوفوا هذه المعايير، فدخلوا المدينة بطرق غير رسمية، وأقاموا فيها على هامش القانون.
غير أن التغيرات السياسية في ذلك الزمن كانت تسير بروحٍ ليبرالية، فأغضَّ المسؤولون الطرف عن هذا التمدد السكاني، فما كان من الوجود اليهودي إلا أن اشتد عوده، حتى بلغ عدده عام 1871 نحو ثمانية آلاف نسمة، وصارت دعائم المجتمع اليهودي تتشكل شيئًا فشيئًا. ففي ستينيات القرن، وضعت أول مقبرة يهودية، ثم أُنشئت مدرسة يهودية، ولم تمضِ سوى بضع سنين حتى افتُتح أول كنيس رسمي في موسكو عام 1871، كحجر أساس لمجتمع بدأ يرفع صرحه في وجه العواصف.
لمَّا صعد ألكسندر الثالث عرش روسيا سنة 1881، جاء حكمه مُثقلاً بنَزَعاتٍ قاسية تجاه اليهود، فاحتدمَ التضييق وشحَّت فسحة البقاء. وبرغم هذا الخناق، كان اليهودُ يزدادون في موسكو عدداً ونفوذاً، إذ بلغ تعدادهم سنة 1882 ما بين 12,000 إلى 16,000 نسمة، غالبيتهم دون تسجيلٍ رسميّ. غير أن أثرهم الاقتصادي كان طاغياً، حيث استحوذوا على 29.3% من رأس المال الذي أعلنه تجار النقابة الأولى، وكانوا من كبار المصرفيين وأصحاب رؤوس الأموال، ما أثار حفيظة الروس الذين رأوا في هذا النفوذ تهديدًا خفيًّا يتسلل إلى قلب المدينة. ومع هذا الصعود، تزايد الوجود اليهودي حتى بلغ 35 ألفًا عام 1890، مشكِّلاً 3% من سكان موسكو.
وحين تولّى الدوق الأكبر سيرجي ألكسندروفيتش منصب الحاكم العام لموسكو عام 1891، ألقى على كاهله هدفًا وحيدًا، صاغه بعبارة جازمة: "إنقاذ موسكو من اليهود." لم يطل الانتظار حتى صدر مرسومٌ إمبراطوريٌّ في 28 مارس 1891 يقضي بطرد كل يهوديٍّ من أصحاب الحرف، صُنَّاع الجعة، والمقطِّرين من موسكو وحكومتها، حتى أولئك الذين لم يعرفوا غيرها موطناً، أجبروا على الرحيل بحثاً عن مأوى جديد، في مشهدٍ مزّق العائلات وبدّد الأرزاق وألقى بالمصير إلى الضياع.
وفي غضون فترة وجيزة، هُجِّر نحو 20 ألف يهوديّ، وغدت موسكو مسرحاً لطوفانٍ من الأسى والهلع امتد أثره إلى أرجاء روسيا بأسرها. أما الفقراء فحُشروا في عربات نقلٍ إجرامية، تُسيِّرهم القسوة نحو مناطق الاستيطان، بينما سُخِّرت مكافآت ضخمة لمن يظفر بيهوديٍّ مختبئٍ في أزقة المدينة. ولم تكتفِ السلطة بالطرد، بل أصدرَت أمراً بإغلاق الكنيس الكورالي، ذاك الذي لم يكد يُكمل عامًا منذ افتتاحه، إلى جانب إقفال ثمانية من أصل أربعة عشر كنيسًا كانت تنبض بالحياة في المدينة.
وبحلول عام 1897، لم يتبقَّ من المجتمع اليهودي في موسكو سوى 8,095 نسمة، أي أقل من ربع ما كان عليه قبل الطرد العظيم، بعد أن أُسقطت عليهم مطارق القهر، فخرجوا في ظُلمةٍ جردتهم من الأرض والهوية والمأوى، لا لذنبٍ سوى أنهم كانوا هناك.
حين اشتعل فتيل الحرب العالمية الأولى، لم تكن موسكو بعيدة عن تداعياتها، إذ انبجست موجةٌ جديدةٌ من الهجرة اليهودية، زحفت إليها أفواجٌ ممن قذفت بهم أهوال القتال والمجاعات والفوضى. ولم يكن ذلك نزوحًا محضًا، بل ولادة جديدة لمجتمعٍ كاد أن يُمحى، فأعيد نسجه على أرض العاصمة، ينبض بالحياة من جديد، ويسترد شيئًا فشيئًا ملامح قوّته.
لم يكن القادمون إلى موسكو طارئين على المشهد، بل انغمسوا في أوجه الحياة المختلفة، لا سيما أن عدد الطلاب اليهود في جامعات المدينة كان في ازديادٍ مطّردٍ، يطرقون أبواب العلم، ويرسّخون وجودهم في نسيج المجتمع الأكاديمي. أما أولئك الذين ولجوا ميدان الصناعة الحربية، فقد أحكموا قبضتهم على بعض مفاصلها، وراكموا ثرواتٍ صغيرةٍ جعلتهم أكثر تأثيرًا من ذي قبل.
على وقع هذا الحراك، استحالت موسكو بؤرة نابضةً للثقافة اليهودية والصهيونية، إذ ازدحمت مطابعها بالكتب والمجلات العبرية، وسادت حركتها المسرحية بروح إبداعية متجددة، فيما علا صخب القضايا الاجتماعية والسياسية، يغزل لليهود نسيجًا جديدًا من الهوية والانتماء. كان ذلك الزمن بمثابة لحظة ولادةٍ أخرى، حيث ارتفعت أصوات الفكر والفن والاقتصاد، لتعيد موسكو إلى الذاكرة بوصفها موئلًا لحضارة يهودية تتحدى العواصف، ولو إلى حين.
كان اليهود في موسكو نشطين في جميع جوانب الثورة الروسية ، وبعضهم قاتل مع البلاشفة وبعضهم الآخر قاتل ضدها.

## ما بعد الثورة والاتحاد السوفييتي

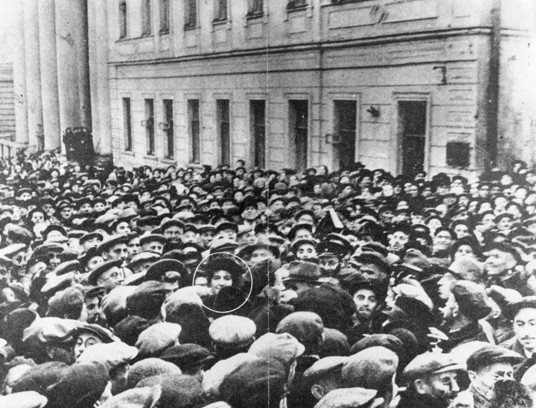
السفيرة الإسرائيلية لدى الاتحاد السوفيتي جولدا مائير محاطة بحشد من 50 ألف يهودي بالقرب من الكنيس في اليوم الأول من رأس السنة العبرية عام 1948.

وإن امتدت شرايين الثقافة العبرية تغذِّي الفكر والفن في أوج الثورة، فإنها ما لبثت أن جُزَّت تحت سطوة النظام السوفييتي الناشئ، إذ انقضّت الدولة على جلِّ المؤسسات الثقافية، فطوَّقتها بالإغلاق خلال الأعوام الأولى التي أعقبت المعارك، فلم يُستثنَ منها سوى مسرح هابيما، يقاوم في عزلةٍ صامتةٍ، تتلاطم حولها أمواج القمع والانكماش.
وفي ذات الزمن الذي سُحقت فيه الأنشطة الصهيونية، كان لليهود في موسكو موطئ قدمٍ جديد، إذ تحولت المدينة في العشرينيات حتى منتصف الثلاثينيات إلى عاصمةٍ نابضةٍ بالحراك الثقافي والاجتماعي اليهودي السوفييتي. فيها انغرست جذور الفرع اليهودي للحزب الشيوعي، "يفسيكتيا"، متخذًا من موسكو مقرًّا، وفيها صدحت الصحيفة اليديشية اليومية "دير إيمس" (الحقيقة)، التي ظلَّت ترسم خطّها الفكريّ من عام 1920 حتى أُخمد صوتها سنة 1938. وعلى خشباتها، قام مسرحٌ يهوديٌّ حكوميّ، واستوى بجانبه آخرٌ يديشيٌّ، يصوغ المشهد الفني بلسان أهل اليديشية، يؤدِّي أدواره تحت رقابة الحديد والنار.
ولم يكن السكان بمنأى عن هذا التمدد الثقافي، إذ تزايد عدد اليهود في موسكو بسرعةٍ مذهلة؛ فمن 28,000 في عام 1920، إلى 86,000 بحلول عام 1923، ليقفز في عام 1926 إلى 131,000، ممثلًا بذلك 6.5% من مجموع سكان المدينة.
وانتهى الطفرة الثقافية في منتصف ثلاثينيات القرن العشرين، في أعقاب تنفيذ حملة حكومية جديدة مناهضة للدين ابتداء من عام 1929. بحلول عام 1936، تم إغلاق آخر مدرسة يهودية، وبحلول عامي 1937 و1938، تم إغلاق معظم المدارس والمؤسسات الثقافية اليديشية أيضًا. كما شملت عملية التطهير الكبرى عددًا من النخبة اليهودية في موسكو وأدت إلى اعتقالهم. 
في عام 1940، قُدِّر عدد السكان اليهود في المدينة بنحو 400 ألف نسمة. 
حين انطلقت نيران الحرب العالمية الثانية تعصفُ بالقارة الاوروبية، اجتمع في موسكو عام 1943 نخبةٌ من أعلام اليهود السوفييت تحت راية اللجنة اليهودية المناهضة للفاشية، في مسعى لاستنهاض الهمم، وشحذ الطاقات، وتجييش الرأي العام اليهودي داخل الاتحاد السوفييتي وخارجه دعماً للمجهود الحربي ضد آلة النازية الطاحنة. لم تكن مهمتهم محض تنظيمٍ داخلي، بل سعوا لاستدرار عطف يهود العالم، حثّهم على إسناد القضية السوفييتية، مدّهم بالعون، وتعزيز حضورهم في معركةٍ مصيريةٍ، عبر كل وسيلةٍ ممكنة، قولًا وفعلًا.
ولم تقتصر جهودهم على الحراك الدبلوماسي، بل امتدَّ أثرهم إلى الساحة الإعلامية، إذ أطلقوا صحيفة "عينيكايت"، التي حملت صوتهم، وبثَّت خطابهم، وأشعلت في صفوف اليهود جذوة الالتزام بقضيتهم. غير أن الرياح لم تجرِ بما تشتهي سفنهم، إذ لم يكد دخان الحرب ينقشع، حتى انقلبت عليهم آلةُ القمع السوفييتية، فانطلقت يد ستالين تعيث في صفوفهم تقتيلًا وتنكيلاً.
حيث أُسقِط عشرةٌ من قادتهم صرعى على مقصلة الإعدام، في مشهدٍ عاود فيه التاريخُ نفسه، إذ لا صوت يعلو فوق سلطة الدولة، ولا شفاعة لمن يُشتبه بولائه حتى لو حمل على عاتقه راية النضال.
ما إن وضعت الحرب العالمية الثانية أوزارها حتى انطلقت عجلةُ القمع في الاتحاد السوفييتي تدور على وتيرةٍ متسارعة، وإذا بستالين، مدفوعًا بأجندةٍ لم يفصح عن حقيقتها صراحةً، يفتتح سلسلةً من الحملات والإجراءات التي استهدفت يهود موسكو على نحوٍ يصعب تبسيطه في إطار محض "معاداة للسامية".
فبينما كان اليهود يُستَبعَدون واحدًا تلو الآخر من الجامعات والمستشفيات والصحف ومؤسسات الحكم، تحت ذرائعٍ لم تخلُ من الافتعال، كانت التهم تُنسَج وتُلقى عليهم بلا دليل قاطع، لينتهي الأمر باعتقالاتٍ لم يكن مصير أصحابها واضحًا، وأحيانًا كان يُختَصر الطريق إلى حبل المشنقة.
من بين الأحداث التي أثارت حفيظة ستالين إلى درجةٍ دفعت نحو تصعيدٍ مفاجئ، كانت زيارة جولدا مائير إلى موسكو عام 1948، بصفتها أول ممثل دبلوماسي لدولة إسرائيل الوليدة. لم يكن الأمر مجرد زيارة رسمية، بل جاءت محمَّلةً بتفاعلٍ شعبيٍّ غير متوقع، إذ اجتمع آلاف اليهود أمام الكنيس الكورالي في تجمُّعٍ لم يُنظَّم ولم يُوجَّه رسميًا، وإنما تفجر بعفويةٍ في قلب رأس السنة العبرية، مشكِّلًا مشهدًا بدا لستالين كأنه تلميحٌ إلى ولاء مزدوج، أو ربما بوادر تهديد داخليٍّ كامنةٌ تحت السطح.
لم يمضِ وقتٌ طويل حتى شرع النظام السوفييتي في خطواتٍ تهدف إلى تفكيك كل ما يمكن أن يُحافظ على هويةٍ يهودية مستقلة داخل الكتلة السوفييتية، مُسخِّرًا أدواته السياسية والإعلامية لتحفيز نزعاتٍ عدائية تجاه اليهود، ما أتاح للدولة أن تمضي في اجتثاث أي مظهرٍ من مظاهر ثقافتهم دون أن يُثير ذلك استغرابًا لدى الرأي العام.
في حين أظهر تعداد عام 1959 أن 239246 يهوديًا (4.7٪ من السكان) مسجلين في المنطقة البلدية لموسكو، يعتقد الكثيرون أن هذا الرقم أقل بكثير من الواقع، ويتكهن بأن عدد السكان اليهود في موسكو في ذلك الوقت كان يصل إلى 500000. 
في قلب الخمسينيات والستينيات من القرن العشرين، لم يكن القمع السوفييتي ليُمارَس دائمًا بالقبضة الحديدية، بل امتدَّ ليأخذ أشكالًا أكثر تدريجية واحترازية، حيث سمح النظام لبعض مظاهر الحياة اليهودية بالاستمرار، لكنه أبقى عليها تحت رقابةٍ صارمة، يضبط إيقاعها كيفما يشاء.
ففي تلك الفترة، مُنِح الكنيس الكورالي في موسكو إذنًا خاصًا لتوزيع التقويم اليهودي على المعابد اليهودية في أنحاء الاتحاد السوفييتي، خطوةٌ قد تبدو للوهلة الأولى تساهلًا، لكنها كانت، في جوهرها، أداةً للسيطرة على النشاط الديني، إذ حصر النظام وصول التقويم بيد جهةٍ واحدةٍ موثوقة، لتُراقب أي تواصل بين اليهود في مختلف المناطق.
وبحلول عام 1961، جاءت خطوةٌ أكثر حزمًا؛ إذ فُرِضت رقابة داخلية على الكنيس الكورالي، حيث أُنشئ فصلٌ مخصَّص لمنع الزوار الأجانب، لا سيما الدبلوماسيين الإسرائيليين، من التواصل مع الجماعة اليهودية المحلية. بدا الأمر وكأنه جدارٌ غير مرئيٍّ يُطوِّق يهود موسكو، عازلًا إياهم عن أي تأثير خارجيٍّ قد يُعيد إليهم وعيًا سياسيًا أو ثقافيًا يُشكِّل تحديًا للسلطة.
ولم يقتصر التضييق على الرقابة، بل امتد إلى الرموز الثقافية والدينية، حيث شهد عام 1962 حظر خبز الماتزو وتوزيعه، ليس فقط في موسكو، بل في مساحاتٍ واسعةٍ من الاتحاد السوفييتي، وكأن الدولة قرَّرت، من خلال هذا المنع، أن تقطع عنهم إحدى أعمق الشعائر الدينية ارتباطًا بالهوية اليهودية.
ورغم هذا الخناق، ظلَّت بعض المنافذ الثقافية مفتوحةً بحذر؛ إذ تأسَّست فرقة موسكو اليهودية الدرامية في ذات العام، لتُعيد إحياء التراث اليديشى من خلال عروضٍ مسرحيةٍ شعبية، كأعمال شوليم عليخيم، التي جذبت أعدادًا متزايدةً من الجمهور. كانت هذه العروض بمنزلة متنفس ثقافيٍّ محسوبٍ بدقة، يُمنَح لليهود كي يشعروا بأنهم ما زالوا موجودين، بينما تُبقي السلطة أعينها ساهرةً، متأهبةً لأي تجاوزٍ قد يُشعل فتيل الإحياء الحقيقي لهويتهم.
بعد حرب الأيام الستة في إسرائيل، تقدم عدد من اليهود بطلبات الهجرة من الاتحاد السوفييتي إلى الدولة اليهودية، وتم رفض عدد كبير منهم، والمعروفين باسم الرافضين . وفي الوقت نفسه، اكتسبت الجماعات القومية اليهودية زخماً أثناء عملها في الخفاء في جو من القمع. احتجوا، ونشروا الصحف ، وأقاموا ندوات حول التاريخ اليهودي، وأنشأوا المدارس العبرية. وقد تم اعتقال بعض هؤلاء الناشطين، مثل ناتان شارانسكي ، ويوسف بيغون ، وإيدا نودل نتيجة لذلك. 
خلال فترة الجلاسنوست والبيريسترويكا ، توسعت الحياة اليهودية في موسكو وتشكلت منظمات ثقافية جديدة. وفي الوقت نفسه، تزايدت أصوات المنظمات المعادية للسامية، وانتشرت شائعات حول إمكانية وقوع مذبحة خلال احتفالات موسكو بالذكرى الألفية للمسيحية في روسيا. في عام 1992، ألقيت قنابل حارقة على كنيس ماريينا روششا في موسكو، وفي عام 1999 كان هناك هجوم فاشل بالقنابل على كنيس بولشايا برونايا في المدينة. 

## بعد انهيار الاتحاد السوفييتي واليوم

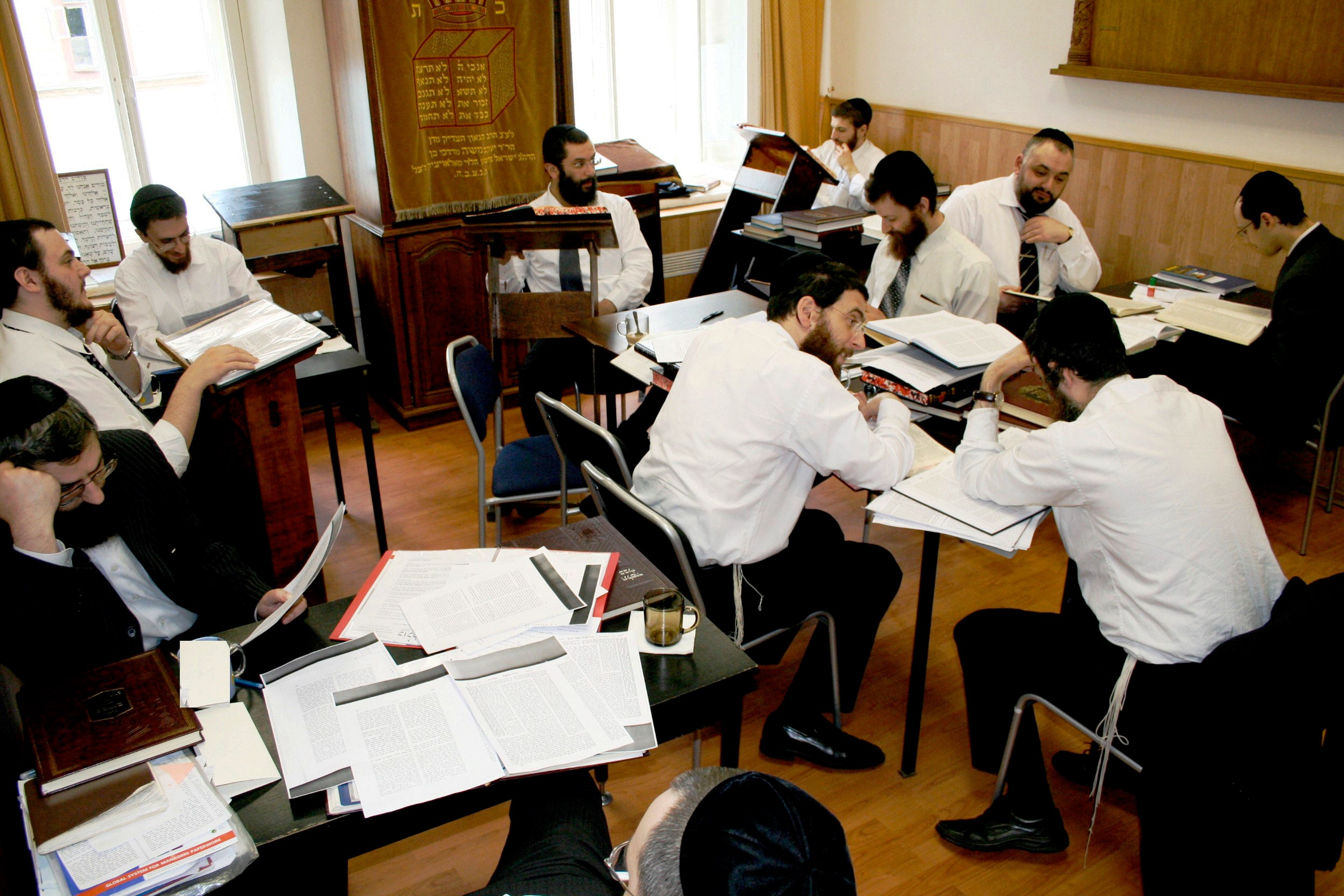
كوليل بيركات اسحق في موسكو عام 2008

وفي حين غادر جزء كبير من اليهود الاتحاد السوفييتي في أواخر الثمانينيات والتسعينيات إلى إسرائيل والولايات المتحدة ، فإن الجالية اليهودية في موسكو لا تزال كبيرة. تم افتتاح المزيد من المؤسسات الدينية والمدارس والمعابد اليهودية في موسكو منذ تفكك الاتحاد السوفييتي. كما تعزز عدد السكان اليهود في موسكو بفضل انتقال اليهود من المقاطعات والدول السوفييتية الأخرى إلى موسكو. أظهر تعداد عام 2002 أن هناك 148 ألف يهودي يعيشون في موسكو، مما يجعلها أكبر مجتمع يهودي في روسيا. 